# Čang Vančuan
Čang Vančuan (kitajsko: 常万全; pinjin: Chang Wanquan), kitajski general, * januar 1949, Nanjang, Henan, Kitajska.
Čang Vančuan je trenutno direktor Nabavnega oddelka Generalštaba Ljudske osvobodilne vojske.
Bil je tudi član 16. in 17. centralnega komiteja Komunistične partije Kitajske.